# Cuilo-Futa
Cuilo-Futa – miasto w Angoli, w prowincji Uíge.